# Музей Флоренс Грисуолд
Музей Флоренс Грисуолд (англ. Florence Griswold Museum) — художественный музей в США, расположенный в городе Олд-Лайм, штат Коннектикут; известен своей коллекцией картин американских импрессионистов. Здание музея объявлено Национальным историческим памятником Соединённых Штатов в 1993 году. Музей имеет аккредитацию American Association of Museums (с 1978 года).

## История

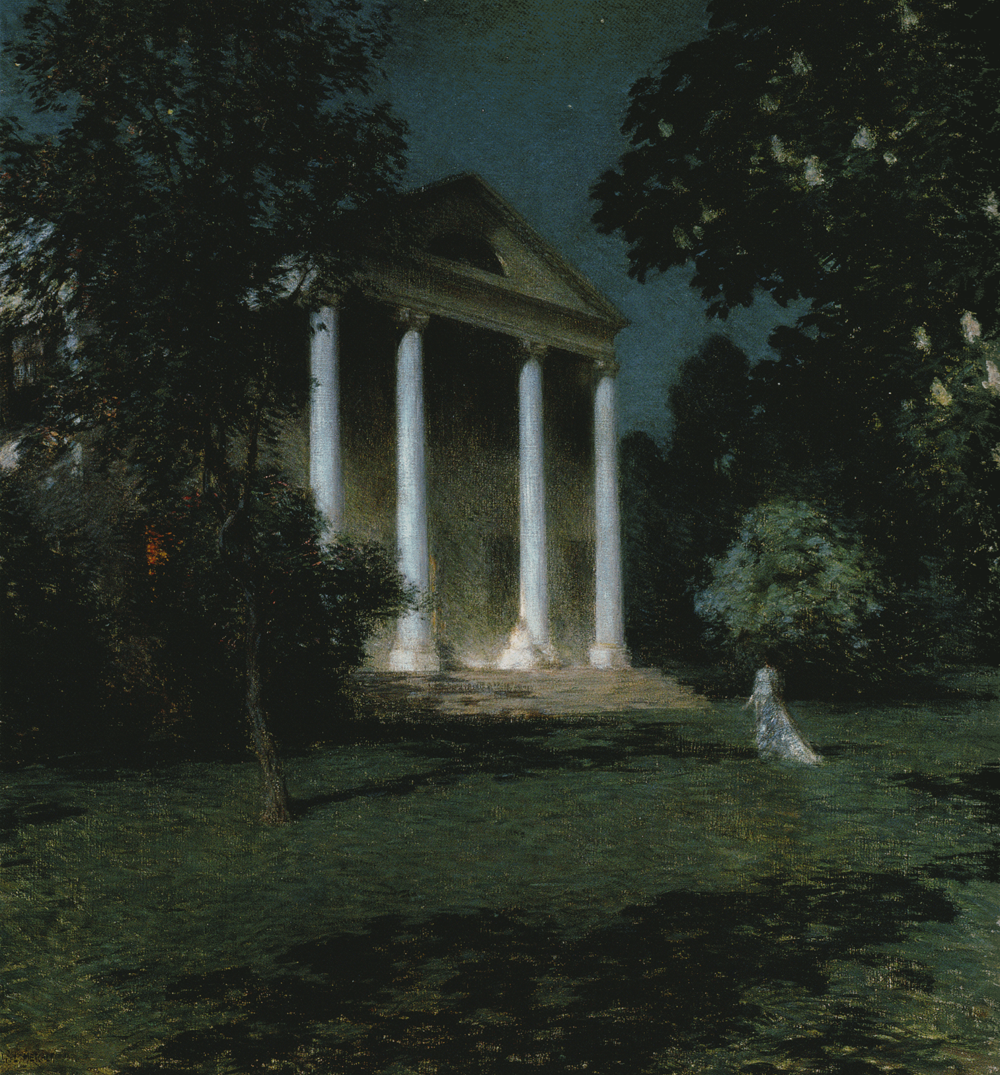
May Night,
Уиллард Меткалф, 1906

Музей был основан в 1936 году в доме, где жила Флоренс Грисуолд, и который стал ядром художественной колонии Олд-Лайм. Дом принадлежал семье Флоренс и представлял собой особняк в стиле Георгианской архитектуры, разработанной архитектором Samuel Belcher, построенный в 1817 году. Владелица дома изменила планировку дома, перестроив хозяйственные постройки под мастерские для художников. Многие работы, хранящиеся в коллекции музея, отображают особняк и его территорию.
В 1937 году, незадолго до смерти Флоренс, её друзья и художники создали ассоциацию Florence Griswold Association, чтобы приобрести дом и превратить его в музей, но это им не удалось и дом купил судья Роберт Марш (англ. Robert McCurdy Marsh), который предоставил Флоренс возможность жить в доме до её смерти. Ассоциация продолжила попытки выкупить дом, являющийся примером ранней архитектуры Новой Англии и создать в нём музей искусства, что им удалось в 1941 году. В 1947 году музей был открыт для публики. Первоначально в музее работали волонтеры, и только в 1972 году был нанят профессиональный персонал.
В 2002 году в музее была открыта галерея Robert и Nancy Krible, занимающая 9500 квадратных футов (880 м²) выставочной площади и имеющая вид на реку Lieutenant River.